# 舍托彭冰原島峰
舍托彭冰原島峰是南極洲的冰原島峰，位於恩德比地，處於布雷肯里奇山西南面11.1公里，海拔高度約1,900米，挪威製圖師根據該國探險隊的空中照片繪入地圖。
66°40′S 53°28′E / 66.667°S 53.467°E